# 불편 추정량
추정량의 기대값이 모수와 같아진다면, 이 추정량을 불편추정량이라 한다.
- 표본평균의 기대값은 모평균과 같으므로 불편추정량이다.
- 표본분산의 기대값은 모분산과 다르므로 불편추정량이 아니다(n으로 나누어서 구한다면).

하지만(n-1로 나누어서 구한다면 불편추정량이 맞다)

## 같이 보기
- 편의 추정량